# Dirty Wars
Dirty Wars é um documentário americano de 2013 dirigido por Richard Rowley. Lançado em 18 de janeiro de 2013, no Festival de Sundance, concorreu ao Oscar 2014 na categoria de Melhor Documentário em Longa-metragem.